# 마피아의 아내
《마피아의 아내》(영어: Married to the Mob)는 1988년 개봉한 미국의 범죄 코미디 영화로, 조너선 데미가 감독을 맡았다. 미셸 파이퍼, 매슈 모딘, 딘 스톡웰, 머세이디스 룰, 앨릭 볼드윈 등이 출연하였다.

## 출연
- 미셸 파이퍼 - 앤절라 더마코 역
- 매슈 모딘 - FBI 요원 마이크 다우니 역
- 딘 스톡웰 - 토니 "더 타이거" 루소 역
- 머세이디스 룰 - 코니 쿠소 역
- 앨릭 볼드윈 - 프랭키 "더 큐컴버" 더마코 역
- 트레이 윌슨 - FBI 지부장 프랭클린 역
- 조앤 큐잭 - 로즈 역
- 올리버 플랫 - FBI 요원 에드 베니테즈 역
- 엘런 폴리 - 테리사 역
- 크리스 아이작 - 더 클라운 역
- 오랜 존스 - 필리스 역
- 낸시 트래비스 - 캐런 러트닉 역
- 마리아 카닐로바 - 프랭크의 어머니 역
- 앨 루이스 - 조 루소 삼촌 역
- 찰스 네이피어 - 레이, 앤절라의 미용사 역
- 트레이시 월터 - 치킨 리킨 씨 역
- 캡틴 해거티 - "더 팻 맨" 역
- 조 스피넬 - 레너드 "팁토스" 매질리 역
- 조너선 데미
- 게리 게츠먼